# Масуд-хан (караханидский хан)
Масуд-хан ІІ (ум. в 1170 г.) — каган Западно-Караханидского ханства (1160/61 — 1170) из династии Караханидов. Полное имя Рукн ад-Дунья ва-д-Дин Масуд-хан Килич Тамгач-хан.
В 1160/1161 гг. после смерти брата Али ІІ стал новым каганом Западно-Караханидского ханства. К тому времени государство сильно уменьшилось из-за захвата Хорезма.
Воспользовавшийся вмешательством хорезмшаха Ил-Арслана в борьбе эмиров в Хорезме выступил против карлуков, древних союзников последнего, которым нанес решительное поражение. В результате часть их подчинилась кагану, остальные сбежали из ханства.
В дальнейшем маневрировал между Хорехмом и каракитайскими гурханами. В 1165 году по приказу Елюй Пусувань, правительницы каракитаев, Масуд-хан II разорил Балх и Андхой, находившиеся под властью огузов. В 1169 г. совершил против них ещё один поход. Умер в 1170 году. Власть захватил его племянник Наср ІІІ.